# Laura X
Laura X (nascida Laura Rand Orthwein Jr . em St. Louis, Missouri em 1940), é uma defensora dos direitos das mulheres. Laura X mudou seu nome em 1962 para Laura Shaw Murra, que continua sendo seu nome legal. Ela adotou o nome Laura X, em 17 de setembro de 1969, para simbolizar sua rejeição à propriedade legal das mulheres pelos homens e o anonimato da história das mulheres, que ela disse ter sido roubada de mulheres e meninas. Ela declarou que, como Malcolm X, "também não quero ter o nome do meu dono".

## Educação e antecedentes
Depois de frequentar o Vassar College por três anos, Orthwein mudou-se para Nova York, tornou-se professora no programa piloto do Programa Head Start, tendo treinado na Universidade de Porto Rico . Ela também ascendeu a Picket Captain no CORE ( Congresso de Igualdade Racial ), frequentou a Universidade de Nova York (NYU) e fez cursos de pós-graduação na Bank Street College of Education. Seguindo seus interesses e pesquisas desenvolvidas no Vassar College,  trabalhou com o Comitê Americano da África para receber delegados de 17 estados recém-independentes, sendo 16 da África, que se juntaram à ONU e fizeram piquete no Chase Manhattan Bank em oposição aos investimentos  deles na África do Sul. Em 1963, mudou-se para Berkeley, Califórnia, e formou-se na Universidade da Califórnia, Berkeley (UC-Berkeley), em 1971, tendo participado do Movimento da Liberdade de Expressão e de outros movimentos de justiça social.

## Centro de Pesquisa da História da Mulher
Laura X é a fundadora (em 1968) e foi diretora do Women's History Research Center, em Berkeley, Califórnia, que foi o primeiro arquivo histórico ligado ao movimento de libertação das mulheres . Em fevereiro de 1969, depois que uma professora da  Universidade da Califórnia, em Berkeley expressou dúvida de que haveria material suficiente sobre mulheres para preencher um trimestre de sociologia, ela forneceu mil nomes de mulheres na história mundial, que chamou de “Herstory Synopsis”. A lista inspirou uma manifestação da Berkeley Women's Liberation (ver foto)  em 8 de março de 1969 para reviver o Dia Internacional da Mulher nos EUA. A publicidade resultante da manifestação fez com que mulheres de 40 países lhe enviassem seus documentos sobre movimentos de mulheres e, segundo algumas fontes, Laura X é a responsável pelo renascimento do Dia Internacional da Mulher (DIM) nos Estados Unidos em 1969.
A Dra. Judith Ezekiel escreveu sobre Laura X: “A divulgação pela imprensa foi efetiva e no ano seguinte, ela diz, havia cerca de 30 protestos em todo o país. Simultaneamente, ela começou a receber literatura e documentos feministas, de todo o mundo, que alimentavam seus novos Arquivos Internacionais de Libertação da Mulher." 
O renascimento fez com que Laura X pedisse um Mês Nacional da História da Mulher em março, mesmo mês do Dia Internacional da Mulher, tendo sido insperada pelo Mês da História Negra, que acontece em fevereiro.
Em 1970, o Women's History Research Center foi amplamente listado nas primeiras publicações feministas. O Centro colocou muitos dos primeiros escritos feministas em microfilme, tornando-os disponíveis em bibliotecas de todo o país. O Women's History Research Center finalmente fechou, e suas coleções agora são mantidas no arquivo de história das mulheres na Schlesinger Library, que faz parte do Radcliffe Institute for Advanced Study da Harvard University, e em outras instituições.

## Instituto das Mulheres para a Liberdade de Imprensa
Em 1977, Laura X tornou-se associada do Instituto das Mulheres para a Liberdade de Imprensa (WIFP). WIFP é uma organização editorial americana sem fins lucrativos que trabalha para aumentar a comunicação entre as mulheres e conectar o público com formas de mídia baseadas em mulheres.

## Câmara de compensação nacional sobre estupro conjugal e encontro
Em 1978, o Women's History Research Center estabeleceu o National Clearinghouse on Marital and Date Rape em Berkeley, Califórnia, com Laura X como diretora.

## Legislação conjugal e estupro
Em 1979, Laura X liderou uma campanha bem-sucedida para tornar o estupro conjugal um crime na Califórnia. Ela também atuou como consultora de 45 outras campanhas estaduais sobre estupro conjugal e em relacionamentos, bem como coleta e manutenção de documentos sobre o status de isenções de processos em leis de estupro. A revogação da data e as isenções de estupro conjugal ocorreram em 45 estados, na lei federal e militar, nas leis de Guam e nas leis de vinte outros países.
Em setembro de 1999, Laura X publicou seu livro de memórias "Realizando o impossível: notas de uma advogada da campanha bem-sucedida para tornar o estupro conjugal e o estupro em relacionamentos um crime em todos os 50 estados dos EUA e outros países" em Violência contra as mulheres: um periódico internacional e interdisciplinar. 

## Prêmios e reconhecimentos

Recorte de jornal sobre a seleção de Laura Rand Orthwein como Veiled Prophet Queen, 1959

Como Laura Rand Orthwein, em 1959 ela foi Rainha do Baile do Profeta Veiled em St. Louis, Missouri. 
Em reconhecimento às suas conquistas, Laura X recebeu
- Comenda pela American Library Association, 1971 [22]
- Prêmio Mulher de Realização (da revista Mademoiselle ) [23]
- Prêmio do Congresso Mundial de Vitimologia para Programas e Serviços Inovadores.[24][25]
- Comenda Cirurgião Geral C. Everett Koop, 1985.[18]
- Em 2009, Laura X foi homenageada pela University of Missouri St. Louis (UMSL) com o Prêmio Trailblazers.[26]